# Historia del uniforme del Club Almirante Brown

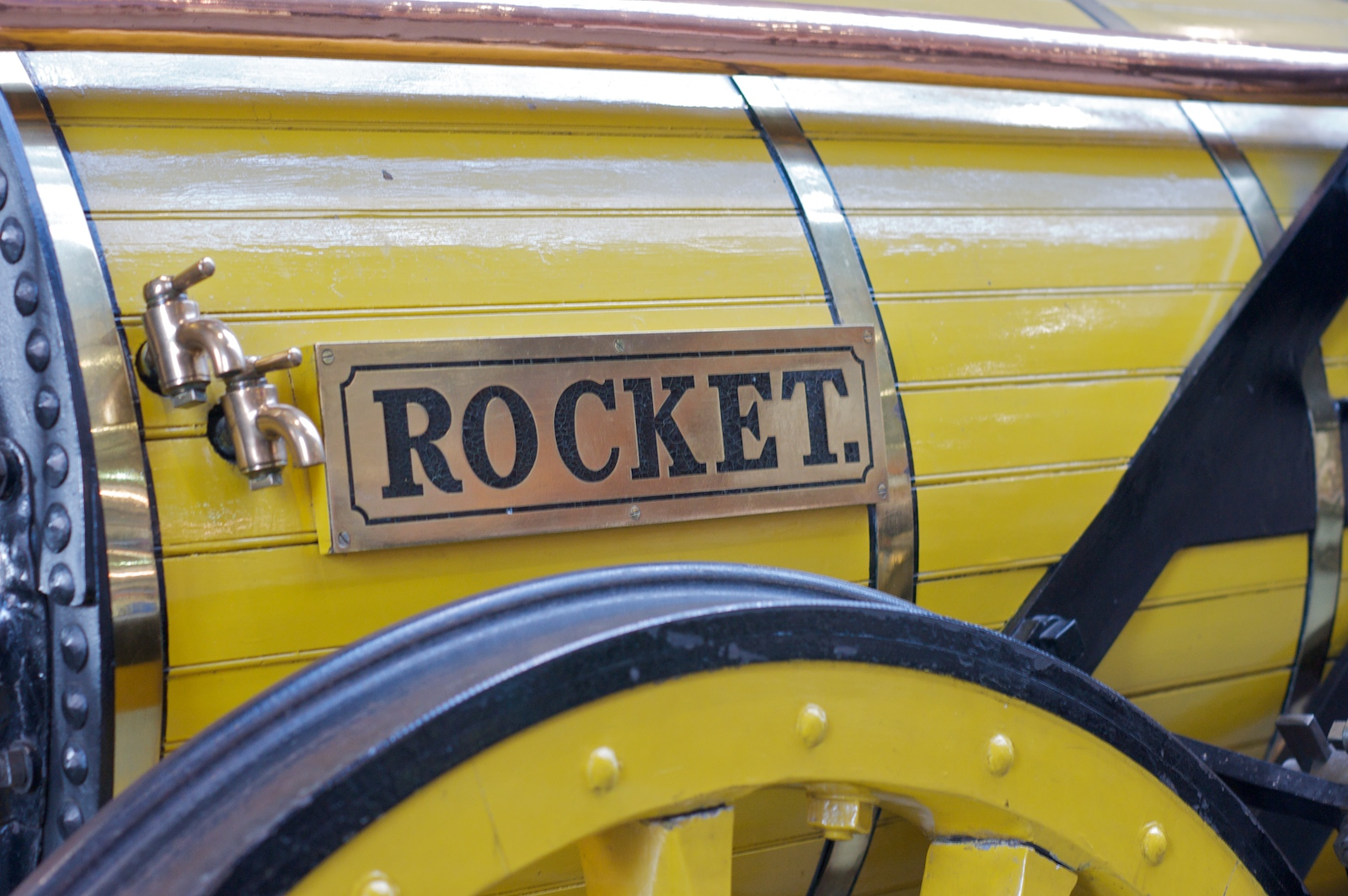
Los colores amarillo y negro se originaron de La Rocket, inspirados en el aurinegro del CURCC, de donde provienen fortuitamente de su primer uniforme en 1912.

El uniforme del Club Almirante Brown se compone de una camiseta con siete franjas verticales en su frente, cuatro amarillas y tres negras, de igual similitud al escudo oficial de la institución. Los colores implementados se originaron de una famosa máquina: La Rocket, qué inspiró el aurinegro del CURCC de dónde proviene fortuitamente su primer uniforme en 1912.
 Las primeras casacas que vistieron los jugadores de Almirante Brown eran a franjas anchas, los documentos fotográficos así lo demuestran. El equipo de 1929 fue el primero que vistió la casaca mil rayitas y el único durante décadas, algo que no se repitió hasta la década del 60', la camiseta original y tradicional del club es a franjas anchas. Extracto, Almirante Brown, Cien años de historia, página 42, año 2012
Sin embargo, no todas las camisetas han sido iguales, ya que a lo largo de la historia ha variado el tono de amarillo o el negro utilizado, como también la cantidad de franjas.

## Historia
Se usaron las camisetas que se consiguieron. Algo de eso le pasó al hombre de Almirante Brown que una mañana de 1912 compró un juego completo de camisetas del Central Uruguay Railway Cricket Club. Más de un siglo después el equipo conserva el amarillo y negro.Extracto "Atlas de Camisetas", año 2017.

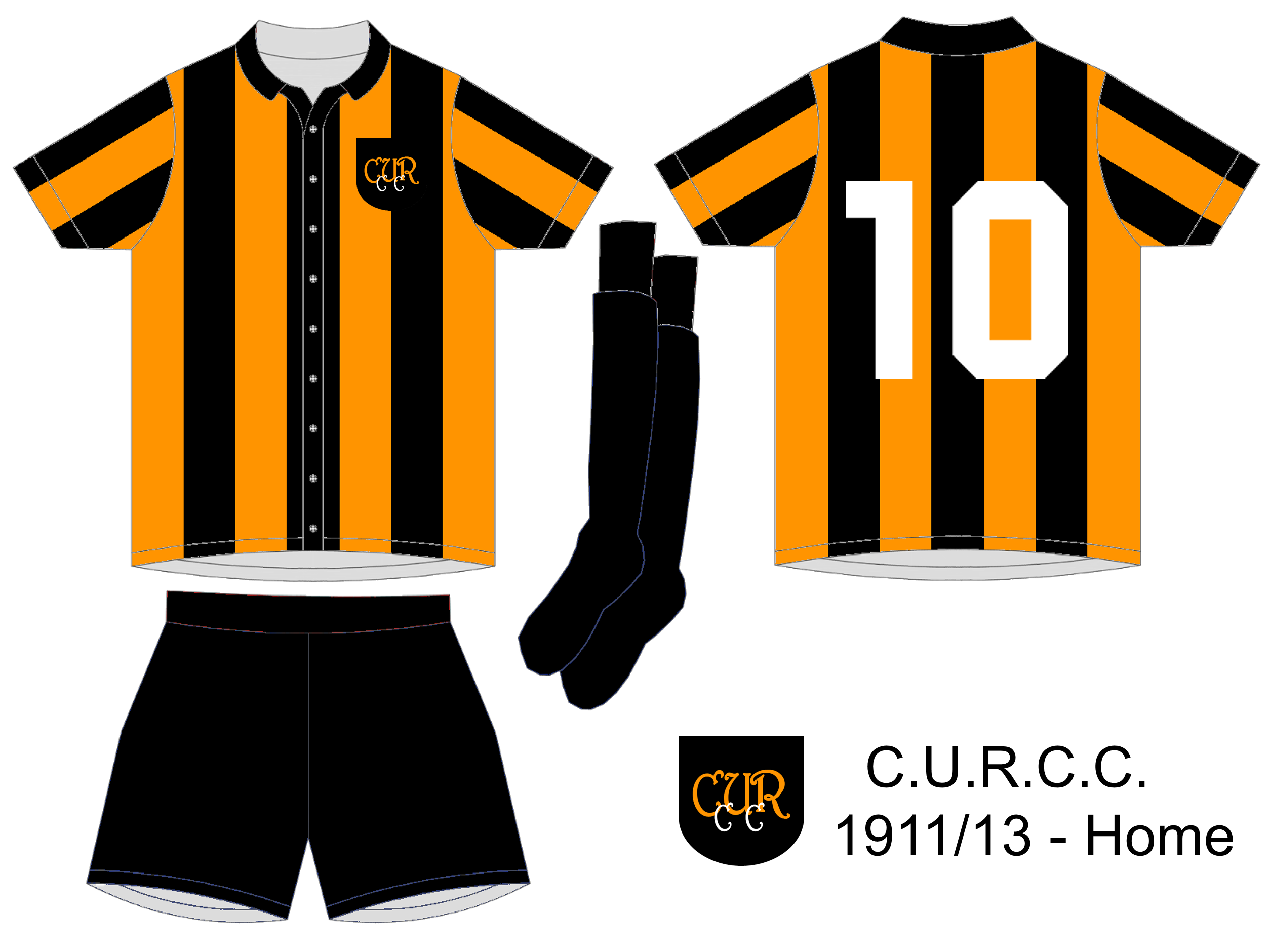
Camiseta del CURCC de siete franjas color amarillonaranja y negro absoluto en su frente, adoptada en 1912 de igual similitud al escudo oficial de la institución. Hay total coincidencia en diseño, sus colores, el periodo que las utilizó el CURCC y fueron implementadas por Almirante Brown.

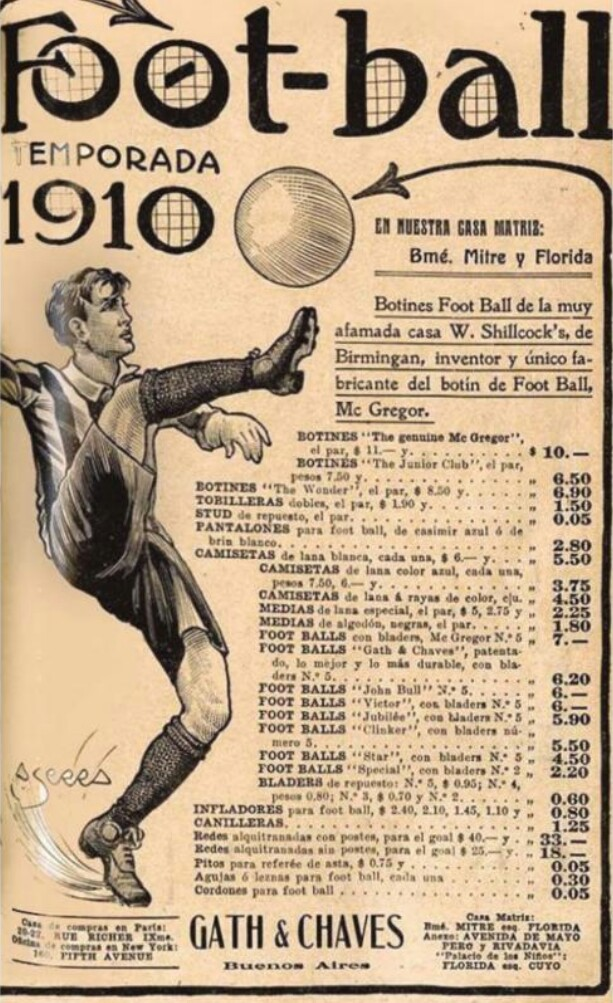
Cartilla de Gath & Cháves de 1910, con listado de productos y costo de los artículos futbolísticos. En gatichaves es donde casi con seguridad Enrique Premoli adquirió el primer uniforme en 1912. El CURCC (disuelto el 22 de enero de 1915) fue en esa década la única institución rioplatense aurinegra reconocida y afamada, sus uniformes eran importados de Inglaterra a Buenos Aires y luego enviados a Montevideo, dado que las importadoras uruguayas del rubro textil tenían sus sedes en Argentina. Este hecho género que fortuitamente Almirante Brown las adquiera.

La elección de los colores del Club Almirante Brown en 1912 fue mediante una acción fortuita, fundaron la institución y necesitaban el uniforme, al no disponer en ese entonces el pueblo de San Justo un comercio que contara con un juego completo de camisetas se le encomendó la compra a uno de sus directivos fundadores: Enrique Premoli, que trabajaba en la ciudad de Buenos Aires. Pese a recomendarle algunos diseños, solo una casa poseía a la venta un juego completo, siendo casi con seguridad la tienda Gath & Chaves nombrada como "gatichaves" ubicada en la calle Bartolomé Mitre y Florida. La camiseta de siete franjas anchas en su frente, divididas en cuatro bastones color amarillonaranja y tres negras eran las del CURCC de Uruguay una de las cuatro entidades fundadoras de la AUF.

El origen de los colores: Proviene del Central Uruguay Railway Cricket Club (CURCC), que tomó los colores del uniforme de la locomotora inglesa “Rocket”. El primer juego completo de camisetas fue comprado por unos de sus fundadores, Enrique Premoli, en la Ciudad de Buenos Aires. En ese momento, la disponibilidad de las prendas del CURCC obedecía a que la mayoría de los productos textiles se enviaban desde Buenos Aires a Montevideo, dado que las importadoras uruguayas de ese rubro tenían sus sedes en la Capital Federal.
Extracto, el 1 digital, Universidad Nacional de La Matanza.

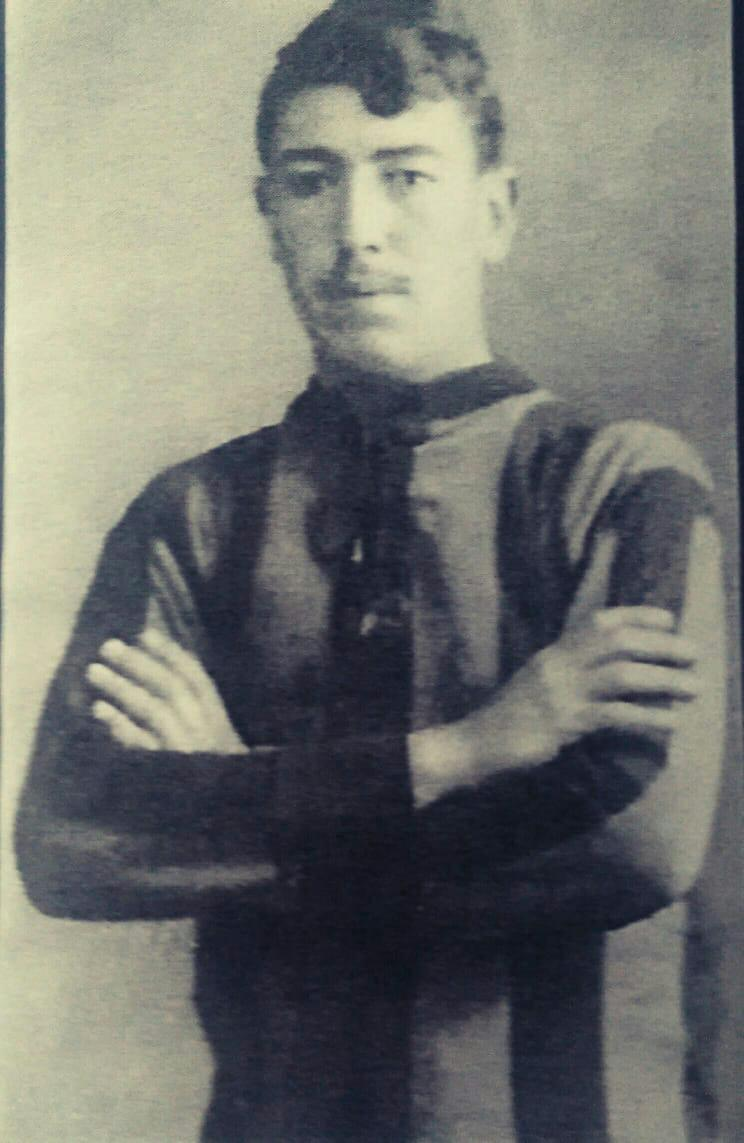
Juan Sábas Nicolini fundador, jugador y dirigente de Almirante Brown con la primera camiseta de la historia de la institución implementada en 1912, de siete franjas amarillonaranja y negro absoluto. En la misma se observa su similitud a la del CURCC, reafirmando claramente su origen. Fotografía de 1912 certificada por el Centro de Estudios Históricos de La Matanza (CEHLaM).

Es importante resaltar que el escudo de Almirante Brown es similar al uniforme adoptado. La indumentaria utilizada desde 1911 a 1913 identificada en la historia del uniforme del CURCC es idéntica a la adoptada por Almirante Brown en 1912. Hay una imagen con una dedicatoria en su reverso fechada en 1913 verificada por el Centro de Estudios Históricos de La Matanza (CEHLaM) de Juan Sabás Nicolini con la camiseta de siete bastones, que posee más valor que un recibo de compra. El CURCC disputó muchos campeonatos en Buenos Aires, obteniendo reconocimiento en el ámbito local. El CURCC tomó el aurinegro de la primera locomotora moderna a vapor diseñada por Robert Stephenson en 1829 La Rocket, para su camiseta y su bandera, por lo que el significado de las tonalidades tradicionales de Almirante Brown tienen una historia y un significado detrás de sus colores.
- Presione aquí para ver la historia del Central Uruguay Railway Cricket Club (CURCC) .

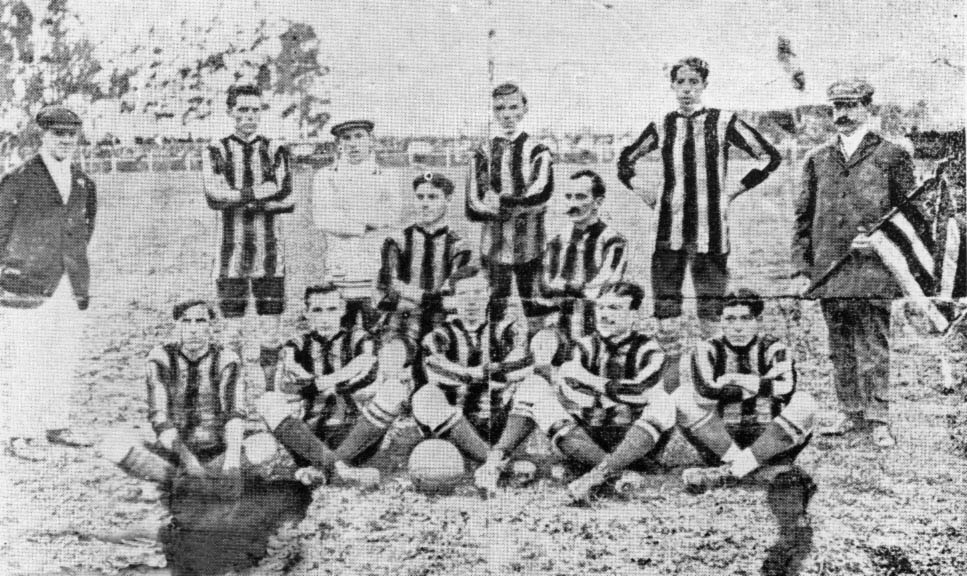
Formación del CURCC de 1911 con la camiseta de siete franjas color amarillonaranja y negro absoluto utilizada hasta finales de 1913, adoptada en 1912. Almirante Brown también implementó el pantalón negro y las medias negras con dos franjas amarillas horizontales que se observan en la equipación del CURCC.

Es incorrecto el término utilizado que tomó sus colores de Peñarol. Cuando Enrique Premoli adquirió las camisetas aurinegras del CURCC en 1912 no había a hasta ese momento una institución denominada oficialmente Peñarol. El CURCC tenía su  Estadio en Villa Peñarol, siendo apodado por su ubicación geográfica debido a la difícil pronunciación de su nombre en inglés Central Uruguay Railway Cricket Club dado que fue un club fundado por ingleses. El CURCC disputó varios cotejos en 1914, ej.: C.U.R.C.C. versus Club A. Patria, diario La Razón de Uruguay, 23 de julio de 1914 (página 6, columna 4). Siendo disuelto el 22 de enero de 1915 donando parte de sus bienes al hospital Británico de Montevideo.
El Club Atlético Peñarol adoptó el nombre, tomado del apodo del CURCC, el 13 de diciembre de 1913, posterior a la implementación de la simbología de Almirante Brown en 1912. Peñarol sostiene que es una continuidad del CURCC, pero la coexistencia y la disputa de partidos al mismo tiempo de Peñarol y CURCC
en 1914, género una controversia en Uruguay denominada Decanato en el fútbol uruguayo.

El Central Uruguay Railway Cricket Club fundado el 28 de septiembre de 1891 era conocido en ese momento como Peñarol, por el lugar en que se encontraba su cancha, llamado Villa Peñarol (hoy ya sin la denominación de villa es un barrio de Montevideo). 
Cabe señalar que los colores fueron tomados de una antigua locomotora inglesa llamada Rocket, famosa por ganar un concurso de máquinas en el Reino Unido organizado en 1829 por el Ferrocarril Liverpool a Mánchester.
7 de abril de 2020, extracto de la revista digital Historia Fútbol Club

1. ↑  Si bien Enrique Premoli y Juan Sábas Nicolini utilizaban la referencia de procedencia de sus colores como Peñarol, justamente es debido al "apodo" que poseía el CURCC en Uruguay como en Argentina, por lo ya detallado y la difícil pronunciación de su extenso nombres en inglés de Central Uruguay Railway Cricket Club, pudiendo ser una de las causas de la errónea interpretación. Hay afiches del año 1900 del CURCC con su apodo: presione aquí para ver afiche del CURCC de 1900 con su apodo geográfico

## Tonalidades
Los colores adoptados del CURCC en 1912 eran amarillonaranja y negro absoluto, el club siempre utilizó el mismo matiz, la única variación es el tipo de tonalidades a través de los años. Amarillonaranja es el color o los colores intermedios entre el amarillo y el naranja, sin que uno de estos últimos predomine sobre el otro.

### Controversias de su identidad
El inicio de la institución, según los historiadores, corresponde a la continuidad de otro club, el Atletic Club Almirante Brown, la cual fue fundada el 1 de julio de 1912 y fue presidida por Juan Nicolini .Extracto, 18 de enero de 2006, Universo Fútbol.
1. ↑  La nota fue realizada en 2006, varios años anteriores a la publicación del libro, Almirante Brown, Cien años de historia. Quedando comprobado el conocimiento de los historiadores del fútbol argentino de los hechos fundacionales de la entidad, remarcando "la continuidad" institucional de Almirante Brown en 1922.

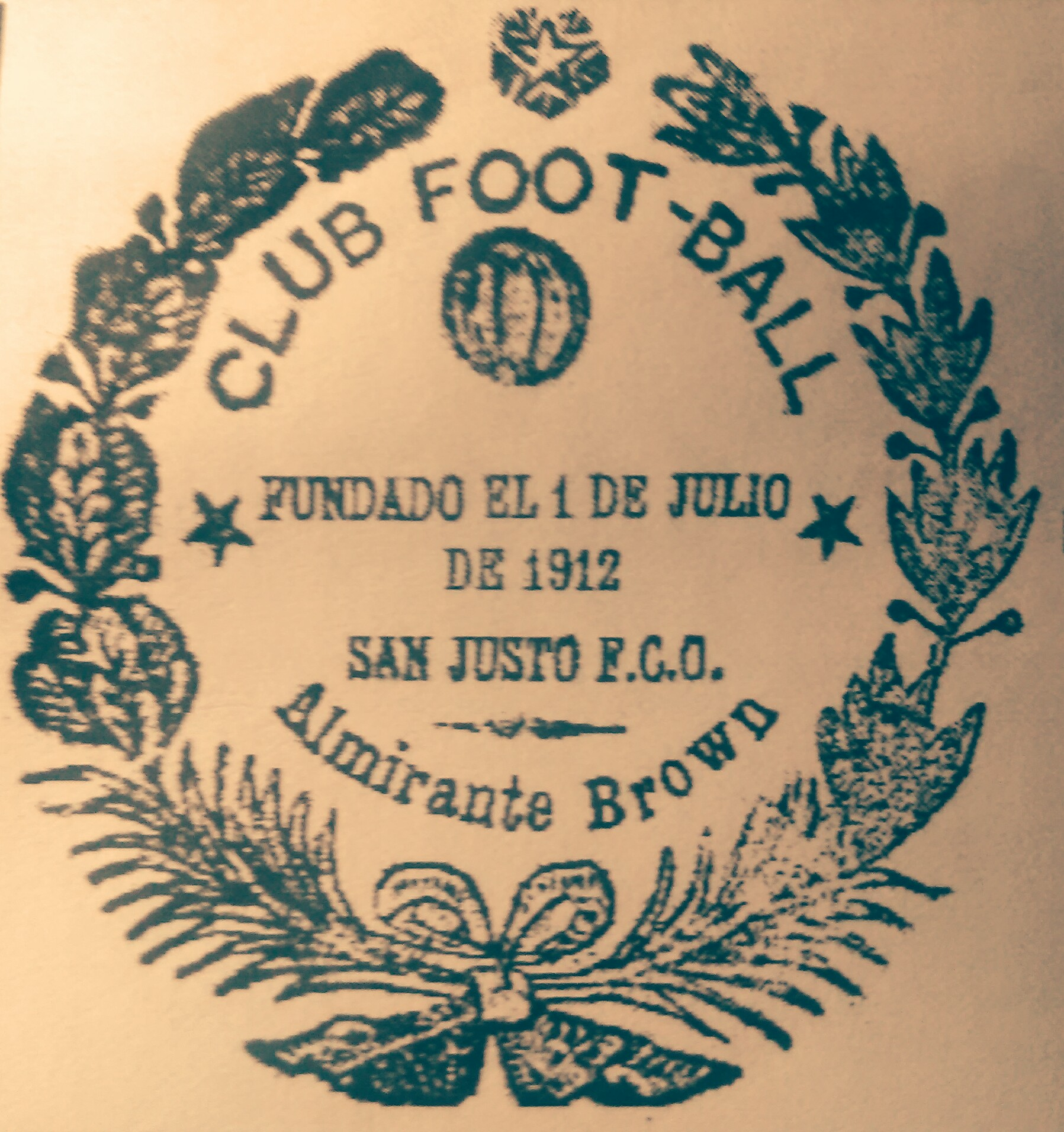
Primer selló de Almirante Brown luego de su fundación en 1912 con su emplazamiento San Justo F.C.O (Estación del ramal oeste del ferrocarril). El mismo resalta Club Foot Ball dado que fue creado como un club futbolístico pero en el encabezado del borrador del acta fundacional en su inicio se observa claramente Club Atlético Almirante Brown primera denominación de su historia. El histórico documento es preservado por Carlos Foglia socio vitalicio de la institución y sobrino nieto de uno de los fundadores Juan Sábas Nicolini. Documentación certificada por el Centro de Estudios Históricos de La Matanza (CEHLaM).

Almirante Brown fue fundado el 1 de julio de 1912. La reflexión de gran parte de los historiadores del fútbol argentino se basa en la ganancia y el beneficio que obtuvo la entidad en no contemplar su historia hasta el momento. El no respetar y reincorporar sus primeros diez años de vida institucional dónde se originaron el nombre, colores y sus distintivos trajo aparejado inconvenientes de distorsión en su identidad, de origen de su nombre, colores, diseño de camiseta, escudo, primera participación en AFA, tener el prestigio de ser la institución decana (más antigua) de su distrito y ser la primera entidad deportiva Argentina (en actividad) que adoptó el nombre Almirante Brown. A continuación se citan algunas de las controversias que se dieron como efecto colateral: 

Los colores negro y amarillo fueron una herencia de la vieja institución por lo que dar con el significado exacto de porque el viejo Atletic Club Almirante Brown había decidido utilizarlos es inverosímil. Las dos hipótesis existentes al respecto dicen que:

1) Originalmente el color de la camiseta era el blanco pero que una oportunidad necesitaron comprar un juego completo y el único que consiguieron fue el de Peñarol  de Montevideo, por lo que de ahí en más mantuvieron ese diseño.

2) En ese entonces la entidad tenían un campo de deportes cerca de las vías del ferrocarril, a pasos del cementerio de San Justo, y alguien habría sugerido los colores de las barreras.
2017, sitio web oficial del Club Almirante Brown.

1. ↑   Las "tres hipótesis" de su simbología son tomadas del libro "Almirante de mi vida" y no cuentan con documentación probatoria que certifique las múltiples presunciones vertidas.
2. ↑  Los únicos que utilizaban un atuendo blanco reglamentario con un cinturón amarillo y negro eran sus deportistas que se dedicaban a la práctica de pelota a paleta y del Share más conocido como raqueta argentina la otra disciplina que se desarrollaba en el club después de su fundación en 1912.
3. ↑   Cuando Enrique Premoli adquirió las camisetas aurinegras del CURCC en 1912 no había a hasta ese momento una institución denominada oficialmente Peñarol. El CURCC tenía su cancha en  Villa Peñarol, siendo apodado por su ubicación geográfica. El CURCC disputó partidos en 1914, ej.: C.U.R.C.C. versus Club A. Patria. Diario La Razón de Uruguay, 23 de julio de 1914 (página 6, columna 4). Siendo disuelto el 22 de enero de 1915 donando parte de sus bienes al hospital Británico de Montevideo. 

El Club Atlético Peñarol adoptó el nombre, similar al apodo del CURCC, el 13 de diciembre de 1913, posterior a la implementación de la simbología de Almirante Brown en 1912. Peñarol sostiene que es una continuidad del CURCC, pero la coexistencia  y la disputa de partidos al mismo tiempo en 1914 de CURCC y Peñarol generó una controversia en Uruguay denominada Decanato en el fútbol uruguayo.
4. ↑  San Justo en 1912 era un pueblo sin calles asfaltadas ni automóviles y no existía ningún tipo de barrera mecánica en el paso a nivel, solo había una señal de precaución, así mismo cuando se implementó varias décadas después la barrera fue de color rojo y blanco, e inclusive el equipo comenzó a entrenarse cerca de las vías recién en 1929.

## Uniforme titular (diseño)
Las primeras casacas que vistieron los jugadores de Almirante Brown eran a franjas anchas, los documentos fotográficos así lo demuestran. El equipo de 1929 fue el primero que vistió la casaca mil rayitas y el único durante décadas, algo que no se repitió hasta la década del 60', la camiseta original y tradicional del club es a franjas anchas. Extracto, Almirante Brown, Cien años de historia, página 42, año 2012

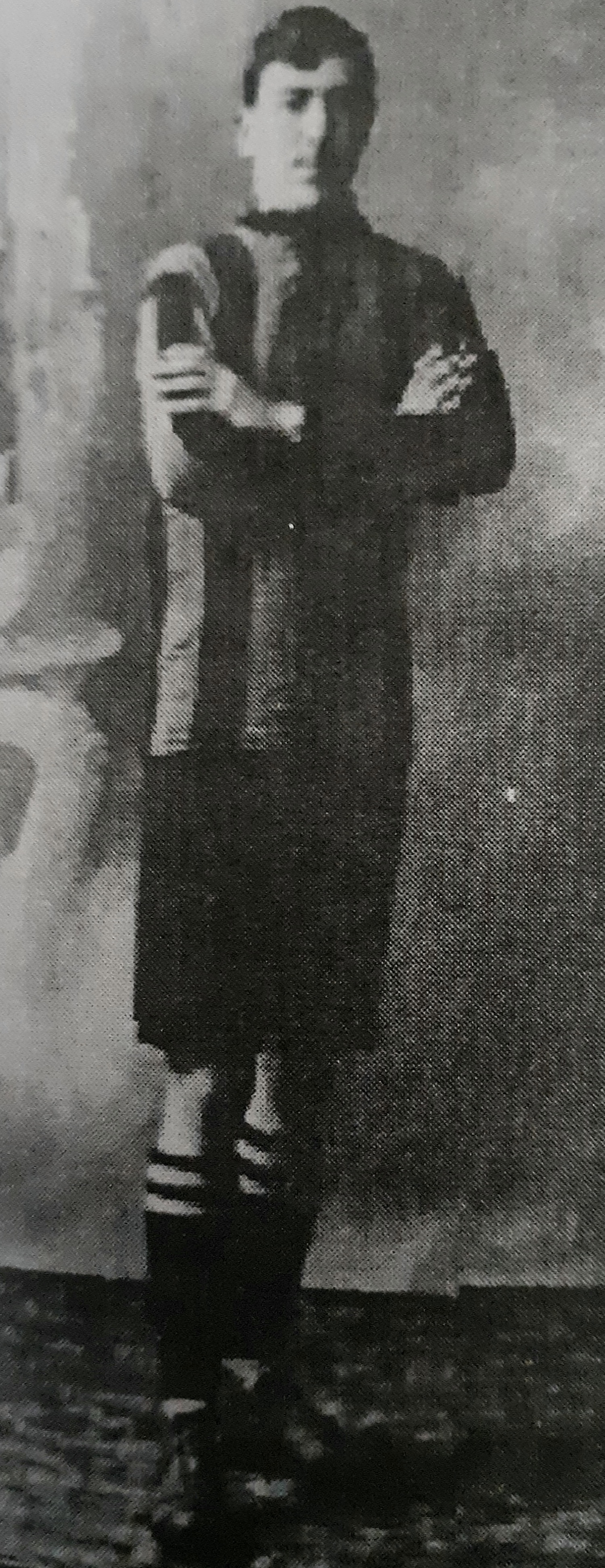
Primer uniforme de Almirante Brown en 1912. Camiseta de cuatro franjas amarillonaranja y tres negras. En el mismo se observa pantalón negro y medias negras con dos franjas horizontales amarillas de plena similitud a la formación del CURCC de 1911.

El uniforme titular en 1912 comenzó siendo de siete franjas, cuatro amarillas y tres negras, el diseño fue implementado (de manera evidente) también en el escudo oficial de la institución. En el campeonato de 1956 hay imágenes de la camiseta utilizada y consta de cinco listones anchos, distribuidos en dos negros y tres amarillos, lo que reafirma que la camiseta a bastones anchos es un símbolo histórico del club.

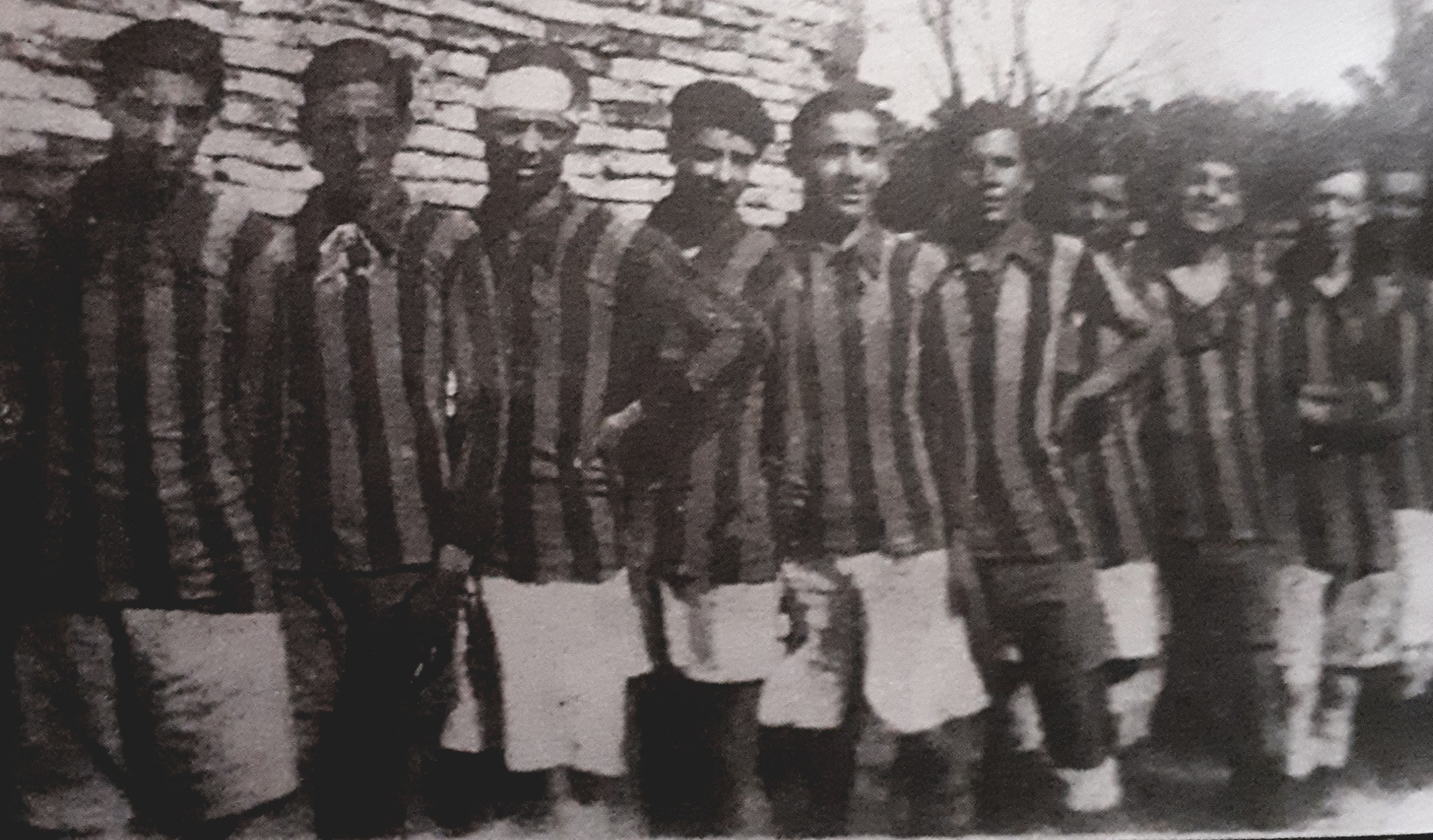
Formación de Almirante Brown en 1927 con su camiseta histórica de cuatro franjas amarillas y tres negras. En el mismo se observa la implementación de pantalón blanco.

En los años 60 se comenzó a utilizar la camiseta denominada mil rayitas más asiduamente que se compone de varios listones más angostos. Si bien no están claros los motivos de la cantidad de franjas ya que el escudo no las contiene, podría estar relacionado con la suma duplicada de siete bastones, lo que sumaría catorce, aunque la mil rayitas implementada superaba esa cantidad en varios modelos. Otra posibilidad es que se allá tomado conocimiento de un modelo de camiseta listada ulilizada por el CURCC en 1900 o un modelo que se utilizó en 1929, 17 años posteriores a la implementación de su uniforme histórico en 1912.

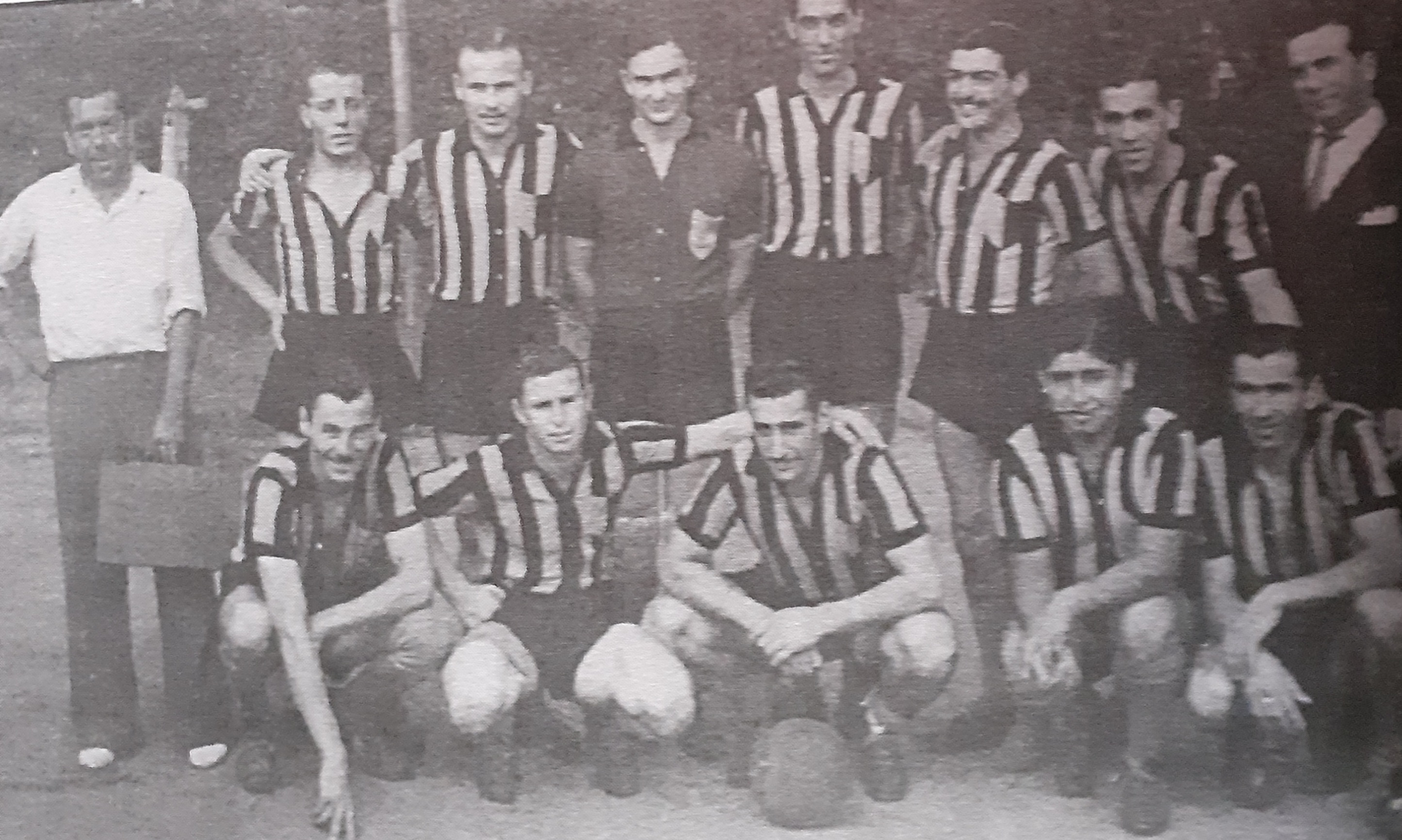
Formación de 1943, ganador de las Copas doble knock out con su camiseta tradicional de cuatro franjas amarillas y tres negras. Pantalón y medias negras.

En 1977 Almirante utilizó una camiseta de nueve bastones. En 1982 la firma Sportlandia que vestía a Almirante vuelve a introducir la camiseta tradicional de siete franjas similar al escudo de la entidad. En 2010 la empresa Británica Umbro firma contrato con Almirante Brown por tres temporadas, la condición fue que la camiseta sea a bastones anchos ya que Umbro mediante un estudio de mercado y encuesta le arrojó datos determinantes que la camiseta a listones anchos es la de mayor aceptación por los aficionados y fue diseñada tomando como referencia el escudo en su frente durante todo el patrocinio.

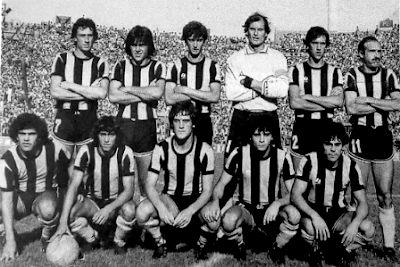
Formación de Almirante Brown en 1982 con su uniforme tradicional.

Tomando en cuenta los registros de historia del uniforme del CURCC y las camisetas utilizadas por Almirante Brown entre 1912 y hasta comienzos de los años 60' su uniforme histórico es de siete bastones en su frente similar al escudo oficial de la institución. La camiseta denominada mil rayitas de varias franjas, si bien no es la primera camiseta utilizada, también posee su lado histórico por haber sido implementada en varios torneos.
- Uniforme histórico: Camiseta de siete franjas, cuatro amarillas y tres negras, pantalón y medias negras.

| Tradicional |

- Titular 2025: Camiseta de ocho franjas, dos amarillas y una negra, pantalón y medias negras.

| Titular |

### Uniformes anteriores
| 1912-28 | 1988-90 | 1990-91 | 1991-92 | 1992-93 | 1993-95 | 1995-96 | 1996 | 1996-97 | 1997-98 | 1998-2000 |

| 2000-02 | 2002-03 | 2003-04 | 2004-05 | 2005 | 2006 | 2006-07 | 2008 | 2009 | 2009-10 | 2010-11 |

| 2011-12 | 2012-13 | 2013-14 | 2014 | 2015 | 2016 | 2016-17 | 2017-18 | 2018-19 | 2019-20 | 2020-21 |

| 2022 | 2023 | 2024 |  |

## Uniforme alternativo
Los uniformes alternativos de la institución se componen generalmente de una camiseta lisa color negra o amarilla, aunque también se implementó en varios modelos una camiseta blanca con detalles amarillo y negro.
- Alternativa 2025: Camiseta blanca con vivos amarillo y negro, pantalón blanco y medias blancas.
- Suplente 2025: Camiseta amarilla, pantalón amarillo y medias amarillas.

| Alternativa | Suplente |  |

### Alternativos anteriores
| 1922-77 |  | 1978-79 | 1980-83 | 1984-85 | Archivo:Kit left arm fragata8687a.png Archivo:Kit body fragata8687a.png Archivo:Kit right arm fragata8687a.png 1986-87 | 1986-87 | 1986-87 | 1987-88 | Archivo:Kit left arm fragata8788t.png Archivo:Kit right arm fragata8788t.png 1987-88 | 1988-89 |

|  | Archivo:Kit body fragata8990a.png 1989-90 | Archivo:Kit left arm fragata9091a.png Archivo:Kit body fragata9091a.png Archivo:Kit right arm fragata9091a.png 1990-91 | Archivo:Kit body fragata9091t.png 1990-91 | Archivo:Kit body fragata9192a.png 1991-92 | Archivo:Kit body fragata9193t.png 1991-92 | Archivo:Kit body fragata9293a.png 1992-93 | Archivo:Kit body fragata9293t.png 1992-93 | Archivo:Kit left arm fragata9394a.png Archivo:Kit right arm fragata9394a.png 1993-94 | Archivo:Kit left arm fragata9395t.png Archivo:Kit body fragata9395t.png Archivo:Kit right arm fragata9395t.png 1993-95 | Archivo:Kit left arm fragata9495a.png Archivo:Kit right arm fragata9495a.png 1994-95 |

|  | Archivo:Kit left arm fragata9596a.png Archivo:Kit right arm fragata9596a.png 1995-96 | 1996 | 1996-97 | Archivo:Kit left arm fragata9798a.png Archivo:Kit right arm fragata9798a.png 1997-98 | Archivo:Kit left arm fragata9800a.png Archivo:Kit right arm fragata9800a.png 1998-2000 | Archivo:Kit left arm fragata9800t.png Archivo:Kit right arm fragata9800t.png 1998-2000 | Archivo:Kit left arm fragata0002a.png Archivo:Kit right arm fragata0002a.png 2000-02 | 2000-02 | 2002-03 | 2003-04 |

| 2003-04 | 2004-05 | 2005 | 2006 | 2006 | 2006-07 | 2006-07 | 2008 | 2008 | 2009 |

| 2009-10 | 2009-10 | 2010-11 | 2010-11 | 2011-13 | 2011-13 | 2013-14 | 2014 | 2015 | 2016 |

| 2016-17 | 2016-17 | 2017-18 | 2017-18 | 2018-19 | 2018-19 | 2019-20 | 2019-20 | 2020-21 | 2021 |

| 2022 | 2022 | 2023 | 2023 | 2023 | 2023 | 2024 | 2024 |

## La Rocket
- Presione aquí para ver la historia del uniforme del CURCC .

En el año 1829 se organizó en Londres un concurso público donde se presentó una competición para encontrar una locomotora digna de realizar el trayecto  entre Liverpool y Mánchester, el que iba a ser el primer trayecto ferroviario del mundo abierto al público utilizando exclusivamente máquinas de vapor.
Este concurso se conoce como las Pruebas de Rainhill y se disputó en octubre de dicho año. La locomotora ganadora fue la "Rocket" de George Stephenson, para la que eligió dos colores, el negro y el amarillo oro. Sus rivales no consiguieron terminar la prueba por distintas averías, de manera que la "Rocket" pasó a la historia por ser la más resistente, siendo la primera locomotora de vapor moderna que introdujo varias innovaciones que luego fueron empleadas en casi todas las locomotoras construidas desde entonces. Stephenson and Company no solo se ganó el respeto de sus contemporáneos, sino que además tuvo el orgullo de que su creación se expandiera globalmente.
|  |

## Provedores y patrocinadores
| Período    | Proveedor   |
| ---------- | ----------- |
| 1980-1982  | Texport     |
| 1982-1983  | Uribarri    |
| 1984       | Sportlandia |
| 1985-1988  | Uribarri    |
| 1988-1993  | Nanque      |
| 1993-1995  | Uhlsport    |
| 1995-1996  | Nanque      |
| 1996-1998  | Umbro       |
| 1998-2002  | Pleno       |
| 2002-2005  | Sport 2000  |
| 2005-2006  | Reusch      |
| 2006-2010  | Sport 2000  |
| 2010-2013  | Umbro       |
| 2013-2016  | Joma        |
| 2016-2018  | Sport Lyon  |
| desde 2018 | Retiel      |

| Período    | Patrocinador                                                                   |
| ---------- | ------------------------------------------------------------------------------ |
| 1984-1985  | Monofort                                                                       |
| 1985-1988  | Filtros Masterfilt                                                             |
| 1988-1990  | Ferraroti                                                                      |
| 1990-1994  | Alfajores La Nirva                                                             |
| 1994-1995  | Muebles D'Agostino                                                             |
| 1995-1996  | Soda Bonsal/Biflito                                                            |
| 1996-1997  | Meprin                                                                         |
| 1997-1998  | Pleno                                                                          |
| 1998       | Almirante Brown                                                                |
| 1999       | Tecneco Filters                                                                |
| 1999-2005  | Bingo Royal                                                                    |
| 2006-2013  | Bingo San Justo                                                                |
| 2013-2014  | Polacrin/Bingo San Justo                                                       |
| 2014       | Dar Salud/Bingo San Justo                                                      |
| 2015       | Dar Salud/Bingo San Justo/Polacrin                                             |
| 2016       | Dar Salud/Bingo San Justo                                                      |
| 2016-2017  | Dar Salud/Fibrocemento                                                         |
| 2017-2018  | Horcrisa S.A./Fibrocemento/Seoca                                               |
| 2018-2019  | Horcrisa S.A./Fibrocemento/Dar Salud/Seoca                                     |
| 2019-2020  | Horcrisa S.A./Reciclados del Oeste/Complejo Jesse James/Seoca/UOCRA La Matanza |
| 2020-2021  | Horcrisa S.A.                                                                  |
| 2022       | Mercedes Pompeya S.A.                                                          |
| 2023       | Sport Club/Horcrisa S.A./Mercedes Pompeya S.A./Tacsa/CartaSur                  |
| 2024       | CartaSur/Mercedes Pompeya S.A.                                                 |
| desde 2025 | CartaSur                                                                       |